# كو كي-غو
كو كي-غو (هانغل: 고기구) هو لاعب كرة قدم كوري جنوبي في مركز الهجوم، ولد في 31 يوليو 1980 في كوريا الجنوبية. شارك مع منتخب كوريا الجنوبية لكرة القدم. أما مع النوادي، فقد لعب مع بوهانغ ستيلرز وجيجو يونايتد.

## وصلات خارجية
- كو كي-غو على موقع الاتحاد الدولي (مؤرشف)  (الإنجليزية)
- كو كي-غو على موقع دوري كوريا الجنوبية (الإنجليزية)
- كو كي-غو على موقع قاعدة بيانات كرة القدم.إي يو (الإنجليزية)
- كو كي-غو على موقع ناشيونال فوتبول تيمز (الإنجليزية)
- كو كي-غو على موقع Soccerway.com (الإنجليزية)